# Enquanto o Sol Brilhar
Enquanto o Sol Brilhar é o décimo quinto álbum de estúdio e décimo nono trabalho musical da banda Catedral, lançado em 2007 pela gravadora New Music‎.[carece de fontes?]
A faixa "Templo" é uma antiga regravação que a banda fizera da canção homônima do cantor Chico César, com o solo e base tocados pelo saudoso guitarrista José Cézar.

## Faixas
1. Enquanto o Sol Brilhar
2. Estrelas do Amanhã
3. Não tenho Medo
4. Um E-mail
5. O Botão do Elevador
6. O que vamos Fazer?
7. Amar Você
8. Flaming Star
9. Sampa a Dois
10. Viva o Povo Brasileiro
11. Pão e Circo
12. Amnésia
13. Templo
14. Meu Amor Primeiro

## Ficha técnica
CATEDRAL:
- Kim: Voz e Guitarra base
- Júlio Cesar: Baixo
- Guilherme Morgado: Bateria
- Cezar Motta: Guitarra e violão na faixa ''Templo''

MÚSICOS CONVIDADOS:
Eduardo Lissi: Guitarras e violões
Tutuca Borba: Teclado, piano e cordas
Lui Coimbra: Cello na faixa ''Templo''.
Carlos Trilha: Cordas na faixa ''Templo''.